# 科兴生物
科兴控股生物技术有限公司（简称科兴生物）是中国的生物技术和疫苗生产公司，总部设于北京市海淀区。科兴生物成立于1999年，曾在美国上市，公司通过全资子公司科兴控股（香港）有限公司，拥有北京科兴生物制品有限公司、科兴（大连）疫苗技术有限公司、北京科兴中维生物技术有限公司和北京科兴中益生物医药有限公司四家企业。

## 历史
科兴生物曾研发甲型肝炎灭活疫苗“孩尔来福”、流感病毒裂解疫苗“安尔来福”、SARS疫苗、H5N1疫苗“盼尔来福”、H1N1疫苗“盼尔来福.1”、EV71灭活疫苗“益尔来福”等疫苗。北京科兴中维生物技术有限公司研发的2019冠状病毒灭活疫苗“克尔来福”已于巴西和印尼完成三期临床试验并获紧急授权在若干国家和地区使用。
据2021年12月科兴生物发布的2021年上半年财报，其凭借克尔来福在上半年获得净利润86亿美元、折合人民币548亿的盈利。另据科興生物的股東中国生物制药披露的财报，可推算出科兴生物2021年全年淨利潤达820億元人民幣，也有学者推算认为科兴生物2021年的净利润是907亿元，约合142.6亿美元。但隨著疫苗供應逐漸充裕，發展中國家都改用效能比滅活疫苗高的mRNA疫苗或亞單位疫苗，科興克爾來福疫苗的出口量在2022年大幅下滑，由2021年峰值的2.35億劑急劇下挫至2022年3月的1150萬劑。
2024年1月10日，北京科興中維生物技術公司確認，科興“克爾來福”疫苗已經停產。

## 争议事件

### 贿赂案
科兴生物曾卷入中国药监部门的贿赂案。2016年，科兴生物创始人兼首席执行长尹卫东，承认曾在2002年到2011年间，以55万余人民币行贿国家食药监局药品审评中心原副主任尹红章及其妻子，以加快审批科兴生物研发的甲型肝炎、禽流感、甲型流感等的疫苗。尹卫东当时称，这是官员主动向他索钱，他无法拒绝这要求。其后，尹红章被判处10年有期徒刑，尹卫东则因作为证人与检察院合作，免于起诉。

### 疫苗副作用
香港特別行政區政府設立之「疫苗接種計劃網站」 雖指出：「克爾來福可能引起副作用，但並非所有人均會有副作用。一般而言，克爾來福疫苗常見的副作用通常輕微而且是暫時的。部份人士亦可能出現較嚴重，但一般較罕見的異常反應。」但同時亦承認「事實上，新冠疫苗的研發期相比一般疫苗被大大壓縮，因此不能完全排除在大規模人口接種後可能會出現罕見或未能預見的嚴重異常反應。」

### 疫苗有效性
2021年2月20日，香港联合科学委员会指出，科兴疫苗整体有效率是50.66%，远远低于辉瑞疫苗95%的有效率， 但科兴疫苗的副作用却是三种本地获批疫苗中最高的（另外两款为復必泰和牛津-阿斯利康）。但是政府專家顧問、港大醫學院院長梁卓偉表示，科興和復必泰疫苗的安全度，每100萬人接種，出現嚴重極端反應情況的比率，分別是一宗和4.7宗；復必泰數字較高。中国科興疫苗有關效率的下限數據未達世衛指明需要有30%的要求，而復必泰對變種病毒的有效率高，
2021年2月22日，菲律宾食品与药物管理局局长多明戈，称不建议经常暴露在疫情风险中的医护人员接种中国科兴生物疫苗，原因是它对抗冠病的效能仅为50.4%，但科兴疫苗有效。後來衛生部次長又改口表明科興對醫護有益，並會讓醫護自行決定是否接種科興。
2021年12月15日，新加坡国家传染病中心与卫生部披露的数据则表示，接种两针科兴疫苗对德尔塔毒株引发重症的有效保护率为60%，低于辉瑞的90%和莫德纳97%，需补种第三剂疫苗才算完成基本接种程序。
2022年3月20日，香港 《明報》指出，香港醫管局分析5,167件染疫死亡個案，有約7成沒有接種疫苗，另有施打疫苗的1,486名死者中，有1,292位死者是注射科興疫苗，即是佔已接種疫苗死者當中的87%。 港大感染及傳染病中心總監何栢良表示長者即使只接種一劑BioNTech復必泰疫苗已可降低死亡率達到5成，科興克爾來福疫苗則要打3針及最少三個月後才能顯著降低死亡率，而且科興疫苗的抗體下降得太快，需要持續補針，所以應盡量安排長者接種BioNTech復必泰疫苗。
2022年5月，多家中国自媒体先后发布了《关于北京科兴生物违法犯罪的举报信》，其内容是有两人向国家有关部门举报，科兴公司及其股东、管理层，隐瞒“科兴疫苗”只是“试苗”、“试验疫苗”的真相，骗取全国人民普遍签字同意或默认接种“科兴疫苗”，放任或追求受种者患病或死亡，隐瞒致病、致死数据，以非法占有医保基金为目的，实现短时间暴富、大发国难财的目的，构成有组织诈骗犯罪等。该举报信引发网友对科兴疫苗有效性的讨论。